# Bradysia reynoldsi
Bradysia reynoldsi là một ruồi trong họ Sciaridae, thuộc chi Bradysia. Loài này được Metz miêu tả khoa học đầu tiên năm 1938.